# マントヴァ

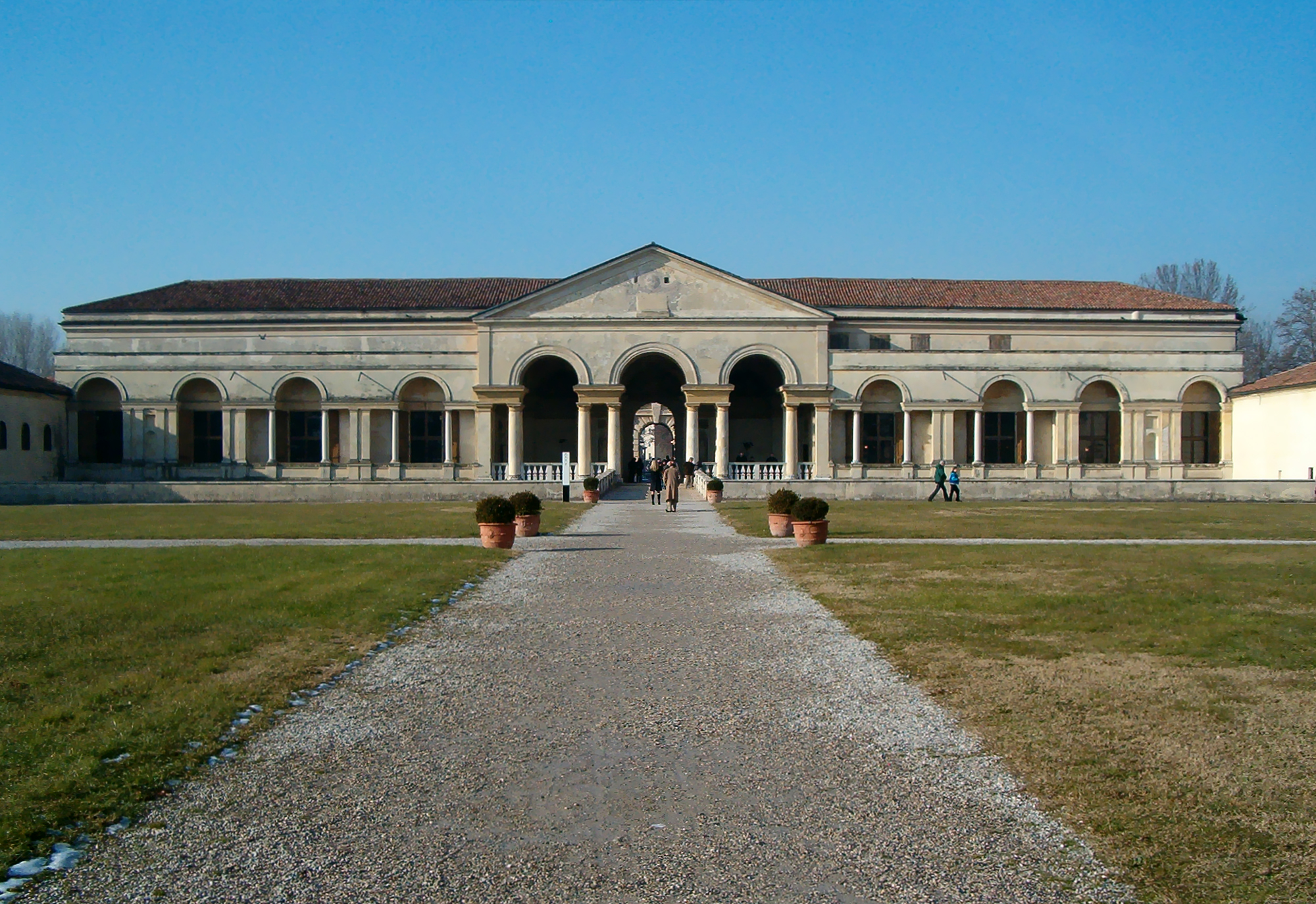
テ宮殿

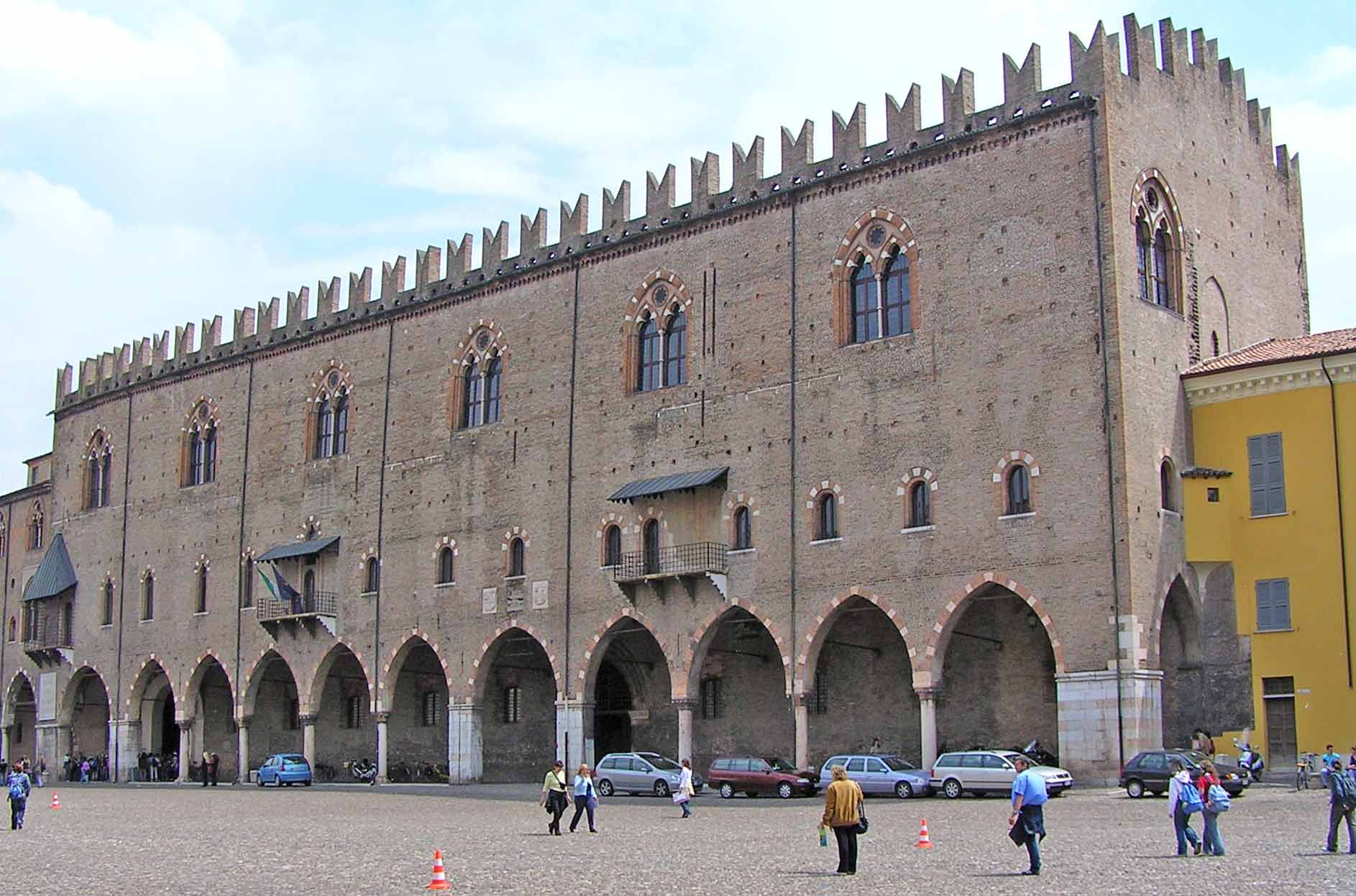
パラッツォ・ドゥカーレ

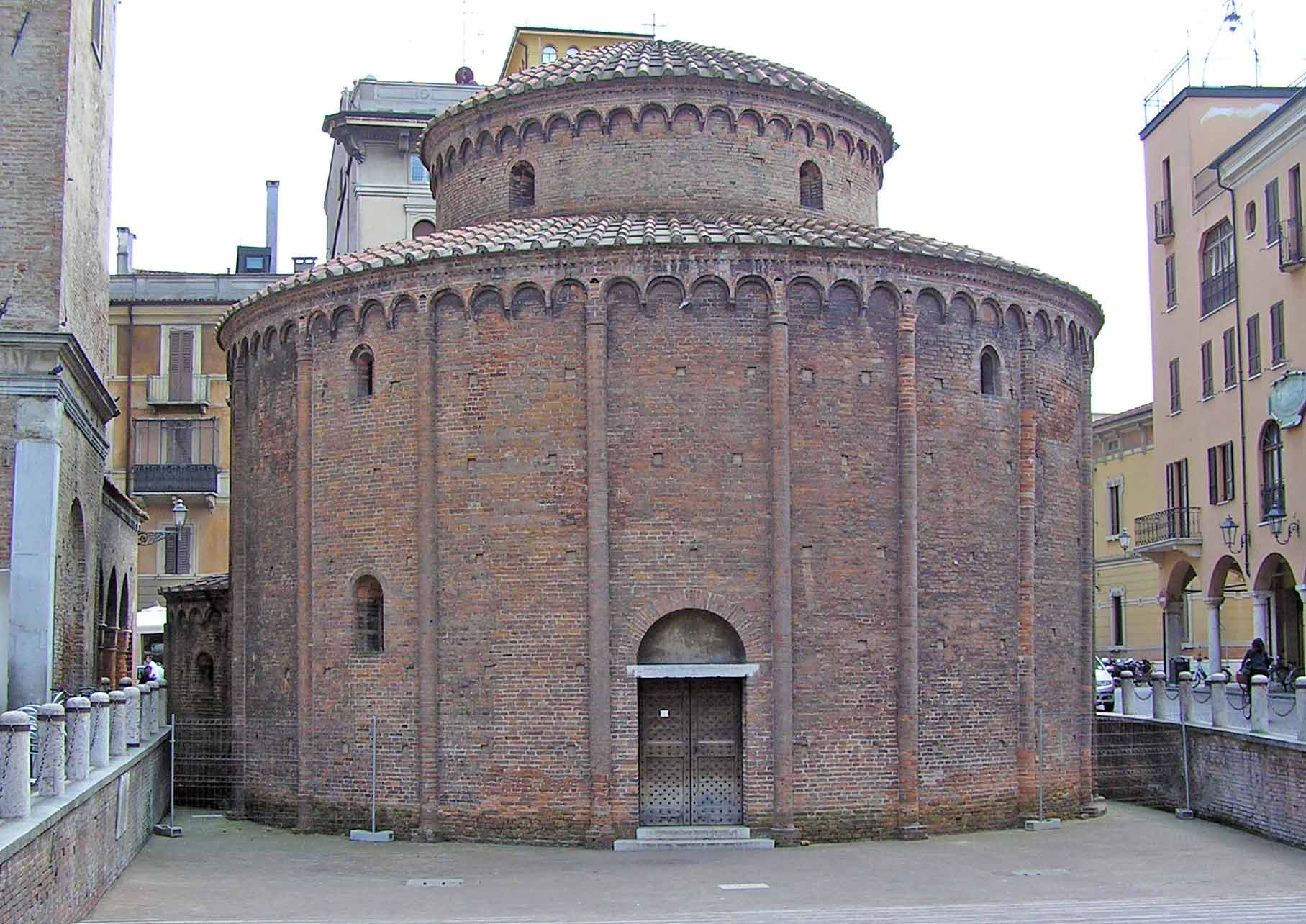
マントヴァ最古の教会、ロトンダ・ディ・サン・ロレンツォ

マントヴァ（イタリア語: Mantova [ˈmantova] ( 音声ファイル)）は、イタリア共和国ロンバルディア州南東部にある都市で、その周辺地域を含む人口約49,000人の基礎自治体（コムーネ）。マントヴァ県の県都である。
マントヴァは三方を12世紀につくられた人工湖によって囲まれている。これらはガルダ湖から発したミンチョ川の水をせき止めたものである。3つの湖はそれぞれ大きな方から、スペリオーレ湖、メッツォ湖、インフェリオーレ湖と呼ばれている。4番目の湖パイオーロ湖はかつて市を環状に巡った防御用のものであったが、18世紀末に干拓された。
マントヴァ（英: Mantua [ˈmæntjuə] マンチュア）は、ウィリアム・シェイクスピア作の悲劇『ロミオとジュリエット』の中に登場する。劇中、ロミオはティボルトを誤って殺害し、町から追放される。彼はただちにマンチュアへ向けて発ち、愛するジュリエットの死の知らせを聞いてヴェローナへ帰還する。
またヴェルディ作曲のオペラ「リゴレット」の舞台であり、市内にはオペラに縁のある建物や登場人物の像が現存するが、劇中の人物は全て架空の人物である。
マントヴァは、カトリック教会のマントヴァ司教座が置かれている。
マントヴァの中心市街などは、サッビオネータの中心部とともに「マントヴァとサッビオネータ」の名で世界遺産リストに登録されている。

## 地理

### 位置・広がり
マントヴァ県中央部に位置するコムーネである。ヴェローナから南南西へ35km、モデナから北へ58km、ブレシアから南東へ62km、州都ミラノから東南東へ130kmの距離にある。

#### 隣接コムーネ
隣接するコムーネは以下の通り。
- バニョーロ・サン・ヴィート
- ボルゴ・ヴィルジーリオ
- クルタトーネ
- ポルト・マントヴァーノ
- ロンコフェッラーロ
- サン・ジョルジョ・ビガレッロ (サン・ジョルジョ・ディ・マントヴァ)

### 気候分類・地震分類
気候分類では、zona E, 2388 GGに分類される。
また、イタリアの地震リスク階級 (it) では、zona 3 (sismicità bassa) に分類される。

## 歴史
市の前身である定住地ができたのは紀元前で、ミンチョ川岸にある天然の防御地ともいうべき島の上であった。そしてそこに暮らすようになったのはエトルリア人であった。
マントヴァという名は、エトルリアの神マントゥス（ギリシャ神話のハーデース神に相当する）に由来する。ガリア人の一部族セノマニ族に占領された後、第一次ポエニ戦争と第二次ポエニ戦争の間にローマ人によって征服された。彼らはギリシャ神話の予言者テイレシアースの娘マントーとマントヴァの名前を混同していた。新たな領土は、アウグストゥスの退役した兵士らが入植した。古代ローマの詩人ウェルギリウスは、マントヴァ近郊で生まれたとされている。
ローマ帝国滅亡後、マントヴァは東ローマ帝国、ランゴバルド王国、フランク王国に占領された。11世紀、トスカーナ侯であるボニファーチオ・ディ・カノッサが町を領有した。彼の一族最後の支配者は、マティルデ・ディ・カノッサ女伯で、言い伝えによると、彼女は貴重なサン・ロレンツォのロトンダ（1082年）建設を命じたとされる。
マティルダの死後、マントヴァは帝国自由都市となった。12世紀と13世紀には熱心に神聖ローマ帝国から自らを守った。1198年、アルベルト・ピテンティーノがミンチョ川流域を効果的に活用した。彼はマントヴァ人が4つの湖と呼ぶ市の天然の防衛設備をつくり、補強したのである。1215年から1216年、市はゲルフに属するランベルティーノ・ブヴァレッリの勢力下へ入った。
ゲルフとギベリンの闘争の最中、ピナモンテ・ボナコルシが1273年に混沌とした情勢につけこんで実権を掌握した。彼の一族が14世紀までマントヴァを支配し、さらなる繁栄と都市の芸術的な美をつくった。1328年8月16日、最後のボナコルシ家当主リナルドは、一族に仕える兵士であったゴンザーガ家が背後で操る反乱で倒された。1318年に市の
ポデスタであったルイージ・ゴンザーガは、市民隊長に選ばれた。ゴンザーガ家が5つの門を持つ新たな市壁を建て、14世紀には市の建築物を修繕した。しかし、市での政治的な地位は三代目のルドヴィーコ1世・ゴンザーガの代まで確固なものではなかった。彼は競争相手である親族を排除し、自身で実権を握った。
1433年、ジャンフランチェスコ1世・ゴンザーガはフローリン金貨12万枚を支払ったことで、神聖ローマ皇帝ジギスムントによってマントヴァ侯位を授けられ、彼の息子ルドヴィーコが、ブランデンブルク＝クルムバッハ辺境伯ヨハンの娘、バルバラ・ディ・ブランデブルゴと結婚した。1459年、ローマ教皇ピウス2世はマントヴァにおいて、対オスマン帝国の十字軍を宣言する会議を開いた。有名なルネサンス期の画家アンドレア・マンテーニャはマントヴァで宮廷画家として働き、優れた作品を残している。
1495年のフォルノーヴォの戦いで、フランチェスコ2世・ゴンザーガ率いるミラノ公国とヴェネツィア共和国の同盟軍は、ナポリ王となっていたフランス王シャルル8世に勝利し、敗北したフランスが撤退したためナポリはアラゴンの手に戻った。
1530年、フェデリーコ2世・ゴンザーガは、皇帝カール5世よりマントヴァ公の称号を授けられた。フェデリーコ2世はジュリオ・ロマーノに命じてパラッツォ・デル・テ（テ宮殿）をつくらせた。この宮殿は市の外面を占め、市の都会計画化側面を完全に改革した。マントヴァについて、詩人トルクアート・タッソは、1586年に書いている:
マントヴァは非常に美しい都市であり、マントヴァを見るのに1千マイル旅行するほど値打ちがある
1624年、フランチェスコ4世・ゴンザーガは公の邸宅を新たなヴィッラ・デッラ・ファヴォリータへ移した。この邸宅を設計したのは建築家ニッコロ・セブレゴンディである。

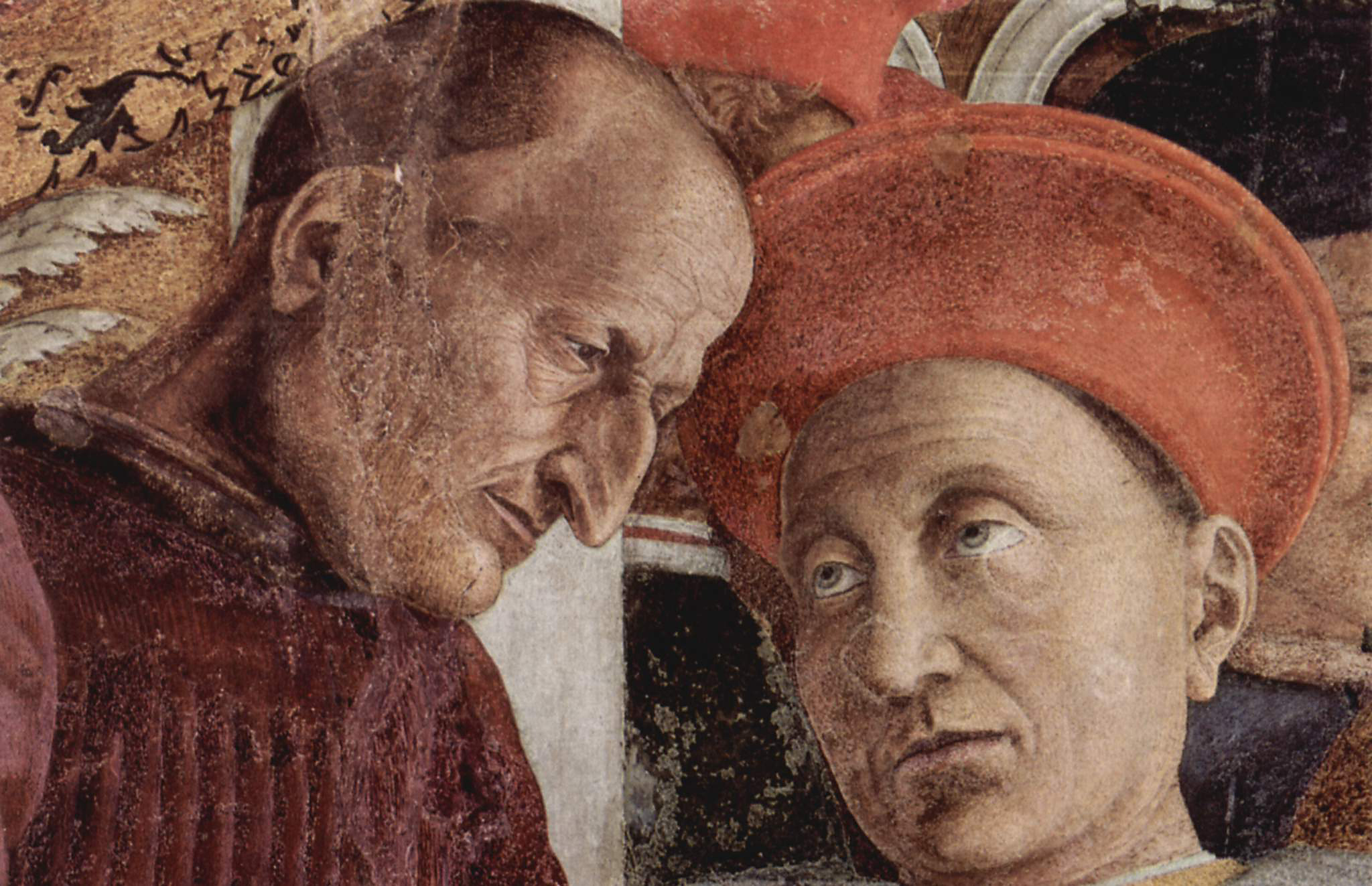
息子フランチェスコが枢機卿に選出された知らせを受けるルドヴィーコ・ゴンザーガ像。アンドレア・マンテーニャ画。マントヴァにあるパラッツォ・ドゥカーレ宮所蔵

1627年、ゴンザーガ家の直系男子がひ弱なヴィンチェンツォ2世・ゴンザーガをもって断絶すると、マントヴァは新たな支配者となったフランスでの分枝ゴンザーガ＝ネヴェルス家のもとでゆっくりと衰退していった。マントヴァ継承戦争が勃発し、1630年には36,000人もの帝国軍側傭兵（ランツクネヒト）によってマントヴァは包囲され、黒死病が町に蔓延した。マントヴァはこの大災害から回復することはなかった。最後のマントヴァ公カルロ4世・ゴンザーガ＝ネヴェルスは、スペイン継承戦争においてフランス側と同盟した以外は、支配者に不向きな人物であった。カルロ4世はマントヴァを帝国に奪われると約百点にのぼる絵画とともにヴェネツィア共和国へ亡命した。1708年にカルロが死ぬと、マントヴァ公位は廃位され、ゴンザーガ家は永久にマントヴァを失い、以後ハプスブルク家支配となった。
オーストリア支配のもと、マントヴァは復興を謳歌し、この時代、王立科学アカデミー、劇場、そして多くの邸宅が建てられた。
1796年6月4日、フランス革命戦争の最中、第一次対仏大同盟に加わっていたオーストリアに対抗するナポレオン・ボナパルトにマントヴァは包囲される。オーストリア軍とロシア帝国軍は包囲網を突破するのに失敗したが、別の戦闘で戦った7月31日に包囲が断念されるほど十分にフランスの包囲網は厚く広げられた。包囲戦は8月24日に再び始まった。2月上旬、市は降伏し、フランス管理下へ下った。2年後の1799年、オーストリア軍のマントヴァ包囲戦によって、マントヴァはフランスから解放された。のちに、市は再度ナポレオンに占領された。1810年、ジューリア門（ボルゴ・ディ・ポルトにある市門）において、反ナポレオン暴動をチロルで率いていたアンドレアス・ホーファーが銃撃された。
事実上のフランス支配の後、マントヴァは1814年にオーストリア支配へ復帰し、北イタリアの要塞都市クアドリラテロの一つになった（他はペスキエーラ・デル・ガルダ、レニャーノ、ヴェローナ）。オーストリアに対する扇動が、1851年から1855年にかけての反乱として全盛を極めた。そしてそれは最終的にオーストリア軍に弾圧された。イタリアのリソルジメントを象徴する有名なエピソードの一つに、反乱分子らがオーストリア軍によって絞首刑とされたベルフィオーレ谷事件がある。
1866年、マントヴァはサルデーニャ王国によるイタリア再統合運動によって併合された。

## 見どころ

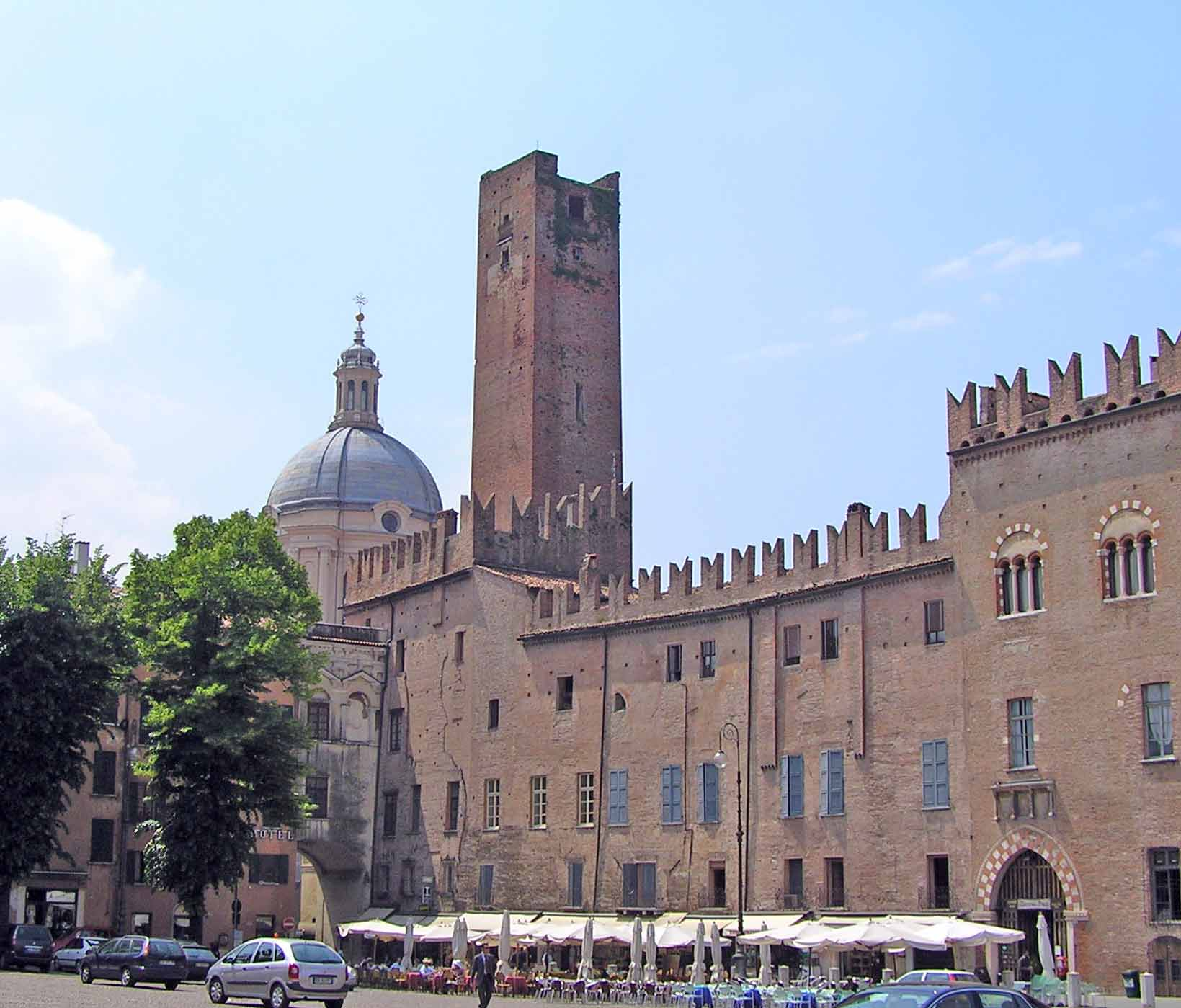
マントヴァのソルデッロ広場

ゴンザーガ家は芸術と文化を保護し、レオーネ・バッティスタ・アルベルティ、アンドレア・マンテーニャ、ジュリオ・ロマーノ、ドナテッロ、ルカ・ファンセッリ、ニコロ・セブレゴンディといった重要な芸術家を抱えていた。これら多くの傑作がちりぢりになっても、マントヴァの文化的価値はそれでもなお傑出している。
- パラッツォ・デル・テ - 晩年マントヴァで暮らしたジュリオ・ロマーノが、成熟したルネサンス様式でつくった。フェデリーコ2世・ゴンザーガの夏の宮殿であった。現在はチヴィコ美術館が入っている。
- ドゥカーレ宮殿（en） - ゴンザーガ家の有名な居城。多くの建物、田園庭園、庭園がパラッツォ・デル・カピターノ、マニャ・ドムス、カステッロ・ディ・サン・ジョルジョ周囲に集まっている。
- サンタンドーレア・ディ・マントヴァ聖堂（en） - ルネサンス様式。ルドヴィーコ2世・ゴンザーガの命でレオーネ・バッティスタ・アルベルティが設計。
- ドゥオーモ (マントヴァ)（en） - 現在の建物は14世紀のゴシック様式
- ロトンダ・ディ・サン・ロレンツォ（en） - カノッサ伯家時代に建てられた、マントヴァ最古の教会
- ビビエナ劇場（it）
- サン・セバスティアーノ教会（it） - 15世紀
- パラッツォ・ヴェスコヴィーレ（Palazzo Vescovile di Mantova、司教邸宅）
- パラッツォ・デリ・ウベルティ（Palazzo degli Uberti）
- ガッビア塔（Torre della Gabbia、籠の塔）
- パラッツォ・デル・ポデスタ（Palazzo del Podesta） - 現在タツィオ・ヌヴォラーリ博物館が入っている。
- オロロジーオ塔（Torre dell'Orologio、時計塔）のあるパラッツォ・デッラ・ラジオーネ（Palazzo della Ragione）
- パラッツォ・ボナコルシ（Palazzo Bonacolsi）

## 出身者
- ウェルギリウス - 紀元前1世紀の古代ローマ詩人。マントヴァ近郊の生まれ。
- ピエトロ・ポンポナッツィ - 哲学者。
- アルフレード・グッツォーニ(英語版) - 第二次世界大戦期のイタリア軍人。
- デイヴ・ロジャース - ユーロビートミュージシャン。
- タツィオ・ヌヴォラーリ - レーシングドライバー。
- フランチェスコ・ヴェッリ - 自転車競技選手。
- マリオ・ガッダ - 弦楽器製作家。

## 姉妹都市
- ブレッサノーネ、イタリア
- ヌヴェール、フランス
- シャルルヴィル＝メジエール、フランス
- ヴァインガルテン、ドイツ
- プーシキン、 ロシア
- マディソン、アメリカ合衆国
- ヴィトーリア、ブラジル
- 近江八幡市、日本[9]
  - 2005年2月20日 旧安土町と姉妹都市提携
    - 天正遣欧少年使節が安土城を描いた屏風をローマ教皇に献上するためマントヴァを訪問したことを縁とし、安土町と姉妹都市締結。2010年3月21日の市町村合併に伴い、近江八幡市が姉妹都市提携を継承した[9]。
- オラデア、ルーマニア